# ویرژین ژروه
ویرژین ژروه (فرانسوی: Virginie Gervais‎؛ زاده ۲۴ ژوئن ۱۹۷۹) یک بازیگر پیشین پورنوگرافی و مدل اهل فرانسه است.